# تاريخ الأراضي التشيكية
يبدأ تاريخ الأراضي التشيكية –وهي منطقة تتطابق تقريبًا مع جمهورية التشيك في يومنا هذا- بشكل تقريبي قبل الميلاد ب800 ألف عام. اكتُشف ساطور بدائي يعود إلى ذلك العصر في موقع التلة الحمراء الأثري في برنو. تركت العديد من الحضارات البدائية المختلفة آثارها طوال العصر الحجري، الذي استمر حتى عام 2000 قبل الميلاد تقريبًا. حضارة أونيتيتسكا هي الحضارة الأشهر في الأراضي التشيكية خلال حقبة ما قبل التاريخ، وقد تركت أثرًا لنحو خمسة قرون منذ نهاية العصر الحجري حتى بداية العصر البرونزي. كان شعب القلط، الذين جاؤوا خلال القرن الخامس قبل الميلاد، أول شعب يُعرف بالاسم. كانت قبيلة بوي واحدة من القبائل القلطية والتي منحت الأراضي التشيكية اسمها الأول بويوهايموم وهي مفردة لاتينية تعني أرض بوي. وقبل بداية الحقبة العامة كانت القبائل الجرمانية قد طردت معظم شعب القلط. أبرز تلك القبائل كانت قبيلة الماركومونيون التي بقيت آثار حروبها مع الإمبراطورية الرومانية في جنوب مورافيا.
بعد الأوقات المضطربة في عصر الهجرات، كانت الأراضي التشيكية قد استُوطنت في نهاية المطاف من قبل القبائل السلافية. كان العام 623 عام تشكيل أول دولة معروفة في الأراضي التشيكية، حين وحد اتحاد السامو القبائل السلافية المحلية التي دافعت عن أراضيها ضد الآفار نحو الشرق وانتصروا – بعد بعضة سنوات- في معركة فوغاستيسبورغ ضد الفرنجة الذين غزوا الأراضي التشيكية من الغرب. وربما كانت مورافيا العظمى الدولة التالية التي ظهرت في الأراضي التشيكية بعد تفكك دولة سامو. كان مركز سلطتها يقع في منطقة مورافيا وغرب سلوفاكيا يومنا هذا. في عام 863، أدخل كيرلس وميثودوس، وهما لاهوتيان من اليونان، الديانة المسيحية إلى مورافيا العظمى وأسسا أبجدية غلاغوليتسية التي كانت أول أبجدية سلافية. سقطت مورافيا العظمى خلال غزو القبائل المجرية في بداية القرن العاشر.
تشكلت دولة جديدة حول قبيلة سلالة برميسل التي أسست دوقية بوهيميا. كانت الدوقية إلى حد كبير ضمن منطقة نفوذ شرق فرانكونيا ولاحقًا ضمن الإمبراطورية الرومانية المقدسة. انحازت الدوقية إلى الكنيسة الرومانية الكاثوليكية أثناء الانشقاق العظيم، وفي عام 1212، مُنح الدوق أوتوكار الأول لقب الملك الوراثي لخدماته الجليلة لإمبراطور الروماني المقدس فريدرش الثاني، انقرضت سلالة برميسل مع بداية القرن الرابع عشر وحل محلها آل لوكسمبورغ. كان كارل الرابع أبرز حكام لوكسمبورغ، وانتُخب إمبراطورًا للإمبراطورية الرومانية المقدسة. وأسس مطرانية براغ وجامعة كارلوفا، وهي أول جامعة في شمال جبال الألب وشرق باريس، شهدت بداية القرن الخامس عشر صعود المشاعر البروتستانتية الأولية في الأراضي التشيكية، أشعل إعدام يان هوس حرب الهوسيين والانشقاق الديني الذي تلاها. اعتلت سلالة ياغيلون العرش التشيكي في عام 1471. وحكمت لمدة نصف قرن قبل مقتل الملك لايوش ياغيلون في معركة موهاج وذهاب العرش الشاغر إلى آل هابسبورغ.
بعد وفاة إمبراطور آل هابسبورغ رودولف الثاني، تصاعدت التوترات السياسية والدينية التي أسفرت عن الإلقاء الثاني من النافذة في براغ الذي أطلق شرارة حرب الثلاثين عامًا. انحاز العديد من النبلاء التشيكيين إلى الجانب البروتستانتي ونتيجة لذلك جُردوا من ملكياتهم. وتلت ذلك ألمنة الأراضي التشيكية وإعادة كثلكتها. تزامن انتشار الرومانسية في أواخر القرن الثامن عشر مع حركة النهضة الوطنية التشيكية. وبعد عام 1848، زاد الممثلون الرئيسيون للنهضة الوطنية التشيكية جهودهم السياسية لنيل حكم ذاتي أكبر للأراضي التشيكية داخل ملكية هابسبورغ.
أفسحت بداية الحرب العالمية الأولى المجال أمام إمكانية الحصول على استقلال كامل وتشكيل دولة ذات سيادة. وفي اتفاقية كليفلاند لعام 1915، أعلن الممثلون التشيكيون والسلوفاكيون عن هدفهم في إقامة دولة مشتركة تستند إلى حق الشعب في تقرير المصير. وبعد استسلام النمسا-المجر بعد ثلاثة أعوام، أصبحت جمهورية تشيكوسلوفاكيا حقيقة واقعة، دام ما سُمي بالجمهورية الأولى لمدة لا تزيد عن 20 عامًا، وانتهت باندلاع الحرب العالمية الثانية. وفي أعقاب نهاية الحرب العالمية الثانية وصل الحزب الشيوعي التشيكوسلوفاكي إلى السلطة وأصبحت تشيكوسلوفاكيا عضوًا في الكتلة الشرقية. وفي شهر أغسطس من عام 1968، غزت جيوش حلف وارسو تشيكوسلوفاكيا لمنع المزيد من محاولات إصلاح النظام الشيوعي. ونهاية العام 1989، استبدلت الثورة المخملية النظام الشيوعي بجمهورية تشيكية وسلوفاكية اتحادية ديمقراطية. بعد ثلاث سنوات، وافق ممثلو التشيك والسلوفاك على حل تشيكوسلوفاكيا وتشكيل دولتين منفصلتين. وفي عام 2004، أصبحت جمهورية التشيك عضوًا في الاتحاد الأوروبي.

## عصور قديمة

### العصر الحجري
اكتُشف ساطور بدائي – تركه أسلاف الإنسان العاقل الحالي- يعود تاريخه إلى 800 ألف عام قبل الميلاد في التلة الحمراء في برنو. وعُثر على أول دليل على وجود معسكرات بشرية في بريزليتيس بالقرب من براغ وفي سترانسكا سكالا بالقرب من برنو التي يعود تاريخها إلى نحو 200 ألف عام بعد ذلك. وعُثر على أدوات حجرية في كهف كولنا في مورافيا الوسطى يُقدر عمرها ب120 ألف عام. وعُثر على المزيد من الأدوات الحجرية وبقايا الهيكل العظمي لرجل نياندرتال في نفس الموقع في طبقة يبلغ عمرها 50 ألف عام.
وعُثر على بقايا بشرية يعود تاريخها إلى 45 ألف عام في كهوف كونبروسي في زلاتي كون في مقاطعة بيرون. وعُثر على بقايا بشرية يعود تاريخها إلى 30 ألف عام قبل الميلاد في كهوف ملاديتش، وعلى أنياب ماموث مع نقوش معقدة (أيضًا قبل الميلاد بنحو 30 ألف عام) في قرية بافلوف وتلة بريدموستي في بريروف، مما جعل جنوب مورافيا واحدًا من أهم المناطق الأثرية في أوروبا.
يمثل الموقع الأثري في بريدموستي في بريروف أكبر تراكم للبقايا البشرية للحضارة الغرافيتية التي اشتهرت بإقامة ما سُمي تماثيل فينوس المصغرة. ومن بين هذه التماثيل تمثال فينوس دولني فيستونيس الشهير (29 ألف عام قبل الميلاد – 25 ألف عام قبل الميلاد) الذي عُثر عليه في دولني فيستونيس في جنوب مورافيا إلى جانب العديد من الآثار الأخرى التي تعود إلى تلك الفترة. ومن بين التماثيل الأخرى لفينوس تمثال فينوس بيتركوفيس الذي عُثر عليه في أسترافا يومنا هذا. وعُثر أيضًا على بقايا صيادي ماموث يعود تاريخهم إلى 22 ألف عام قبل الميلاد في كهف كولنا المذكور مسبقًا إلى جانب بقايا صيادي أيائل وصيادي أحصنة، يعود تاريخهم إلى وقت لاحق على ذلك العام ب10 آلاف عام. وتقريبًا بين العام 5500 قبل الميلاد والعام 4500 قبل الميلاد عاش شعب حضارة الفخار الخطية في الأراضي التشيكية. واكتشف أنهم استوطنوا في بيلاني بالقرب من كوتنا هورا. خلفت حضارتهم حضارة لينجيل وحضارة القدور القمعية وحضارة الأدوات المزخرفة بالخطوط التي تعايشت على الأراضي التشيكية خلال نهاية العصر الحجري.

### العصر النحاسي والعصر البرونزي
كانت حضارة الخزف المحزم في الشمال وحضارة بادن في الجنوب الحضارتين المهيمنتين في الأراضي التشيكية طوال العصر النحاسي. ومع بداية العصر البرونزي صعدت حضارة أونيتيتسكا. اكتسبت هذه الحضارة اسمها من قرية تقع على مقربة من براغ حيث جرى أول اكتشاف لها في سبعينيات القرن التاسع عشر. واكتشفت في بوهيميا الوسطى بشكل رئيسي العديد من التلال التي استخدمتها تلك الحضارة كمدافن. حضارة أورنفيلد هي تعبير شامل للعديد من حضارات العصر البرونزي التي كانت تحرق موتاها وتدفن الجرار مع رمادهم.